# Environnement au Koweït
L'environnement au Koweït est l'environnement (ensemble des éléments - biotiques ou abiotiques - qui entourent un individu ou une espèce et dont certains contribuent directement à subvenir à ses besoins) du pays Koweït.
Avec une production importante de pétrole, ce pays exerce de lourdes pressions sur l'environnement, entraînant une aggravation de la pollution et une surexploitation des ressources naturelles.

## La biodiversité au Koweït
Le climat est désertique.

## Impacts sur les milieux naturels

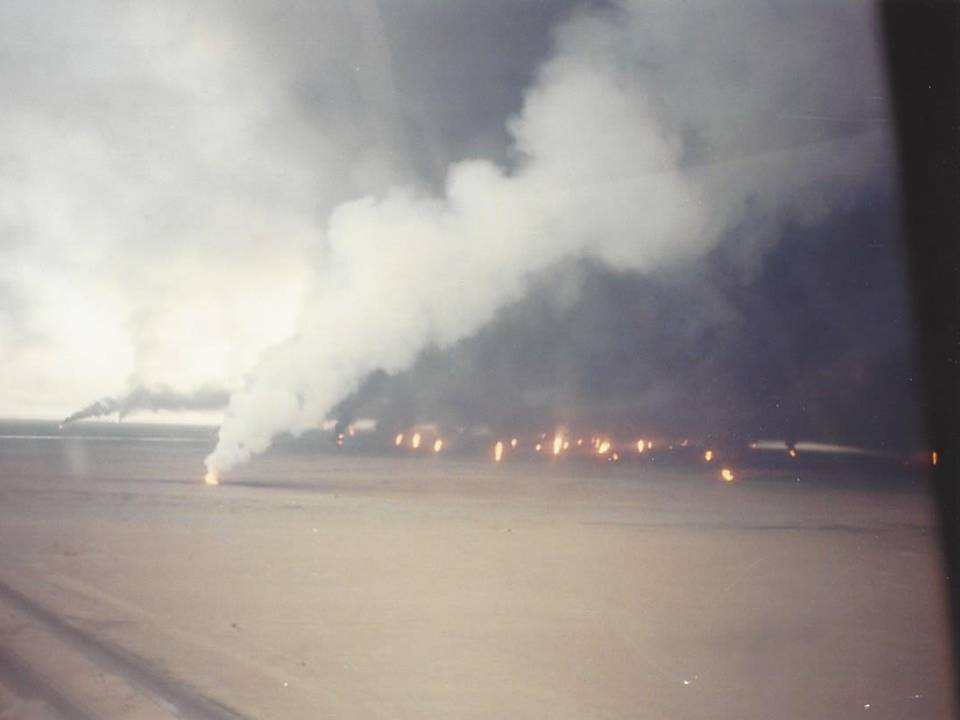
Incendies de puits de pétrole au sud de Kuwait City en 1991.

### Activités humaines

#### Séquelles de guerre
De très graves séquelles de guerre ont été la cause d'un désastre écologique, avec des problèmes de pollution liées aux impacts des incendies de 700 puits de pétrole ou d'installations chimiques, ou encore aux munitions non explosées, et/ou munitions immergées.

### Pression sur les ressources

#### Pression sur les ressources non renouvelables
- production importante de pétrole

### Pression sur les sols et l'eau
Le pays est aride. Ceci est accentué par un phénomène de désertification.
Les nappes d'eau souterraines sont localisées dans les zones d'Al-Rudatain et d'Um-Aish. Elles produisent une eau légèrement salée, qui est aussi utilisée par l'industrie pétrolière. Coupée d'eau distillée, elle alimente le réseau d'eau potable, avec l'eau de désalinisation. La nappe diminue, malgré les 1,5 milliard de litres par an produit par dessalage de l'eau de mer.

### Pollutions

#### La pollution de l'air
L'air est souvent empoussiéré par les vents nocturnes, les tempêtes ou les travaux.

#### La pollution de l'eau
En 2003, il n'y avait que trois grandes stations d'épuration à Al-Ardiya (80 000 m3 par jour), Al-Riqa (150 000 m3 par jour) et à Al-Jahra (80 000 m3 par jour) ; ne traitant qu'une part des eaux usées.

### Impacts de l'urbanisation
L'urbanisation du littoral a un impact environnemental.

## Politique environnementale au Koweït
L’État du Koweït, via la Environmental Public Authority (EPA), lutte contre l'avancée du désert par différents types de barrières contre le vent et le sable, et en régulant les aménagements urbains et agricoles. Il crée aussi des réserves naturelles. La PAAAFR (The Public Authority for Agricultural Affairs & Fisheries) développe un « national greening plan » (plan vert national) visant à « verdir » près de 21 441 hectares de terrain d’ici à 2015. 
Diverses ONG de protection de l'environnement sont nées dans le pays. 